# Balancán de Domínguez
Balancán, oficialmente Balancán de Domínguez es una ciudad y cabecera del municipio de Balancán, uno de los 17 municipios que conforman el estado mexicano de Tabasco. 
Se localiza en la región Usumacinta y en la subregión de Los Ríos.

## Toponimia
La palabra Balancán proviene del maya balam, jaguar y kan: serpiente, que significa “lugar de jaguares y serpientes” (del maya: Balam Kan ‘lugar de jaguares y serpientes’).
El nombre se complementa con el apellido Domínguez en honor al revolucionario tabasqueño José Eusebio Domínguez Suárez, coronel muerto en defensa heroica del municipio durante la Revolución constitucionalista el 18 de agosto de 1914.

## Historia

### Época prehispánica
En el siglo V, el territorio de este municipio estaba ocupado por los mayas. Siendo gobernado por un cacique llamado Pachimalais, en 1516 el pueblo de Tatahuitalpan (hoy Balancán) fue invadido por los mactunes. 
Durante la guerra de los tzeltales en 1530, un grupo de choles provenientes de Palenque se asentó al sur de la cabecera municipal fundando un barrio que aún existe.
El antiguo nombre de la ciudad de Balancán fue Tatahuitalpan y pertenecía al señorío maya de Acalán esto se desprende de las crónicas de Bernal Díaz del Castillo en "La Historia Verdadera de la Conquista de la Nueva España" y de Hernán Cortés es su "Quinta Carta de Relación", quienes pasaron por ahí en 1525 en su viaje a las Hibueras (hoy Honduras), en esos documentos Cortés narra que llegaron al pueblo de Tatahuitalpan, encontrándolo abandonado y quemado, ya que sus habitantes al enterarse de su llegada habían huido.

### Época colonial
El primer asentamiento español en la zona, data de 1529, cuando Alonso de Ávila fue enviado por Francisco de Montejo a colonizar la zona, y fundó cerca de la actual ciudad, una población que llamó Salamanca de Acalán. Sin embargo, debido a la hostilidad indígena, y a que la población se encontraba lejos de los centros de abastecimiento, a los pocos meses Ávila destruyó y abandonó la villa. La población española de Balancán, pudo haberse establecido en un área ubicada unos kilómetros río arriba en el sitio conocido como "Balancán Viejo", sin embargo, posteriormente la ciudad fue movida a su ubicación original.
En 1668 siendo Alcalde Mayor de Tabasco Francisco Maldondo de Texeda, la magnitud de los atropellos y la arbitrariedad por parte de las autoridades coloniales, sobre las comunidades indígenas, desembocó en levantamientos y sublevaciones de los pueblos de la región del Usumacinta. Ese año, los pueblos de Tamulté de Popané, Istapa, Balancán, Santa Ana, Usumacinta, Petenecté (hoy desaparecido), Tenosique y Canitzán, se levantaron contra la autoridad colonial.
Durante el tiempo que duró la revuelta, estos pueblos permanecieron fuera del control colonial, del pago de tributos a encomenderos y de los restantes servicios a la Corona española y a la Iglesia. La ostilidad indígena, provocó que ninguna autoridad española pudiera ingresar a la zona, y los pocos españoles que vivían ahí huyeron hacia el centro de la provincia, fueron expulsados o asesinados. Al poco tiempo, la rebelión se extendió a otros pueblos como Sahcabchén y Popolá en Campeche, lo que le permitió a los indígenas sublevados asentarse en un territorio amplio y fuera de control de la autoridad colonial, situados en la base de la Península de Yucatán, El Petén y la sierra de Tabasco y Chiapas.
Después de tres años de alzamiento, en 1671 el alcalde Mayor de Tabasco Miguel Fernández de Rivero organizó un ejército, y enfrentó a los sublevados, matando una gran cantidad de indígenas, y logrando a finales de ese año, el sometimiento de todos los pueblos mayas sublevados.

### SigloXIX
El 26 de abril de 1837, por disposición de la Junta Departamental de Tabasco, Balancán se convierte en una población del distrito del centro, y el 20 de octubre de 1841 se convierte en una de las "cabeceras de partido" perteneciente al Departamento del Centro.
Por disposición de la Junta Departamental, el 30 de julio de 1842, Balancán, se convierte en cabecera de uno de los dos partidos que conforman el recién formado distrito de Usumacinta.
El 26 de octubre de 1844 se convierte en cabecera de partido del distrito de Usumacinta, y el 15 de abril de 1847, se le concede el derecho de elegir ayuntamiento.
El 15 de julio de 1854, Balancán pasa a formar parte del territorio del Carmen, con sede de gobierno en la Isla del Carmen, pero debido a los reclamos y protestas del gobierno de Tabasco, el 5 de febrero de 1857, por mandato constitucional, se desintegra este territorio y Balancán se reincorpora a Tabasco.
En el mes de octubre de 1869 la población de Balancán fue arrasada por un incendio de gran magnitud que destruyó cientos de hectáreas del municipio.

### Época revolucionaria
A fines de febrero de 1913, al conocerse la noticia de los asesinatos de Francisco I. Madero y de José María Pino Suárez (cuya madre era nativa de esta cabecera municipal) la población se levantó en armas desconociendo el gobierno de Victoriano Huerta.
A mediados de la Revolución Constitucionalista el 18 de agosto de 1914, en defensa heroica de este municipio muere el Coronel José Eusebio Domínguez Suárez, un año más tarde el 28 de julio de 1915 se le otorga el título de "Balancán de Domínguez" en honor al coronel muerto en combate.

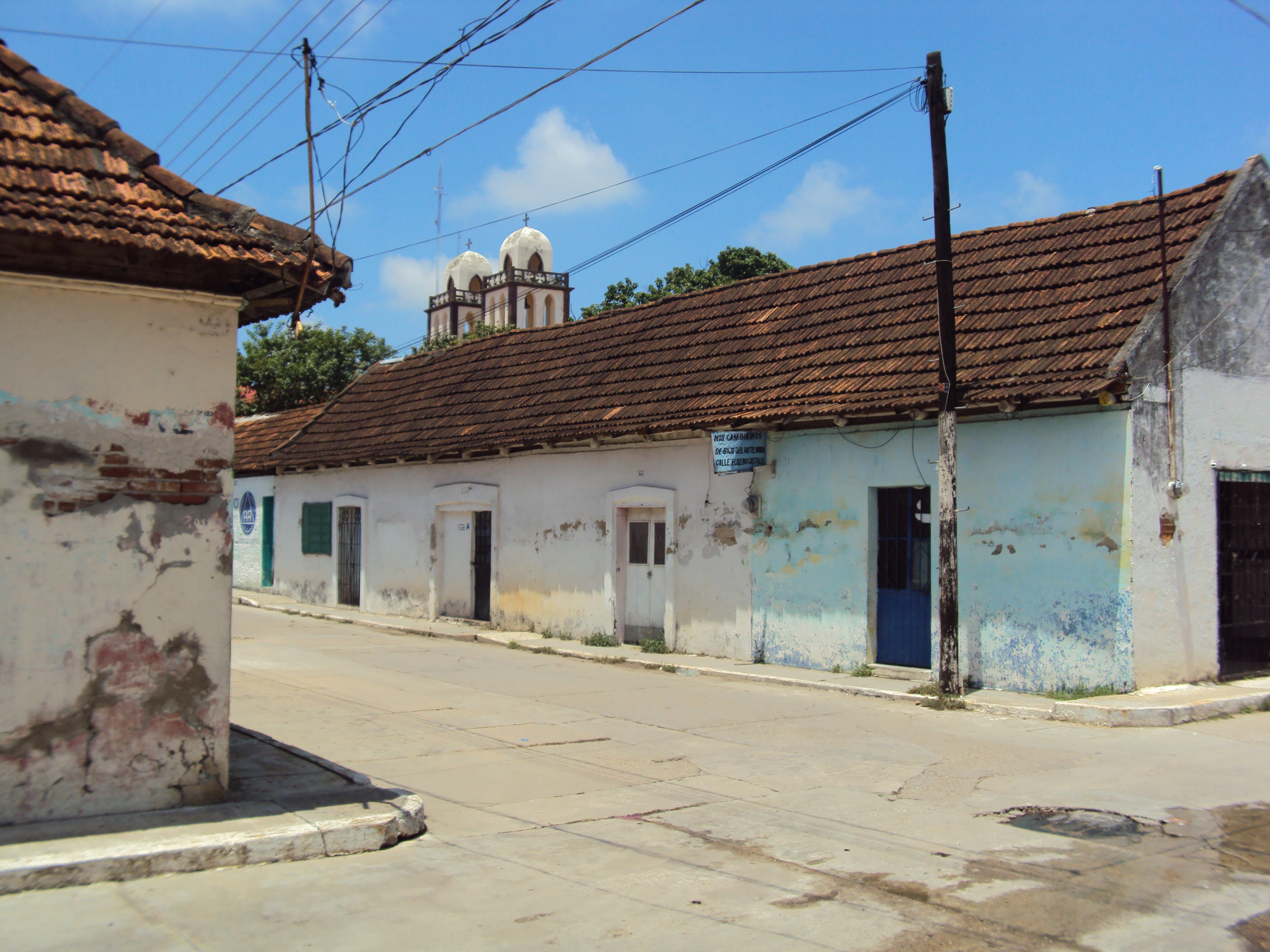
Casas de la época revolucionaria en el centro de la ciudad.

En el año de 1926, durante la persecución religiosa llevada a cabo por el gobernador Tomás Garrido Canabal, el presidente municipal Calixto Cámara, ordenó la demolición de la iglesia, construyéndose en su lugar la escuela "Salomé Marín Virgílio".

### Época moderna
En el año de 1976, se realiza la inauguración del nuevo palacio municipal en el lugar que ocupó la escuela Salomé Marín Virgilio, y en donde antes había estado la iglesia.
En 1979, es inaugurada la biblioteca municipal y del Museo Arqueológico de Balancán "José Gómez Panaco". Se fundó la primera casa de la cultura y la Escuela Normal de la Región de los Ríos.
En 1987, es inaugurado el puente "Balancán", sobre el río Usumacinta, en la carretera Balancán-Tulipán, con lo que la ciudad de Balancán queda permanentemente comunicada con los municipios de Emiliano Zapata y Tenosique. Diez años después, en 1997 se pone en funcionamiento el Instituto Tecnológico de la Región de los Ríos. Y en 1999, se construye el moderno malecón de la ciudad.

## Infraestructura
La ciudad de Balancán tiene sus calles pavimentadas con concreto, cuenta con servicio de telefonía convencional y redes de telefonía celular. Igualmente, cuenta con servicios de banco, cajero automático, pequeños hoteles, restaurantes, bares, fábrica de ropa, sitio de automóviles, transporte foráneo de primera y segunda clase, urbano y rural, clínicas y consultorios médicos, lavado de autos y servicios médico, automotriz, mecánico y de hojalatería, llanteras, teléfonos públicos y casetas telefónicas con servicio de larga distancia.

### Servicios públicos
La ciudad cuenta con todos los servicios como son: energía eléctrica, agua potable, alumbrado público, seguridad pública y tránsito, servicio de limpia, mercados, pavimentación, mantenimiento de drenaje, panteones, rastros, parques y jardines.

### Comercio
Cuenta con supermercado, tiendas de abarrotes, fruterías, dulcerías, pastelerías, carnicerías, queserías, boutiques, ropa, muebles, electrodomésticos, calzado, pinturas, tlapalerías, ferreterías, vidrierías, estudios fotográficos, materiales de construcción, refaccionarías, alimentos balanceados, implementos agropecuarios, veterinarias, farmacias, papelerías, revisterías, lavanderías y licorerías. Además, cuenta con diversas tiendas y bancos.

### Comunicaciones
A la ciudad de Balancán se puede llegar por carretera, a través de la carretera federal n.° 186 Villahermosa-Chetumal, hasta el entronque a la ciudad de Balancán, después se toma la carretera estatal hacia Villa El Triunfo y finalmente se toma la desviación a la derecha para llegar a la ciudad. 
También se puede llegar por la carretera federal n.° 203 Emiliano Zapata-Tenosique, hasta el entronque "Tulipán", de ahí se toma la carretera Tulipán-Balancán.
Existe también una carretera en buenas condiciones a la ciudad de Tenosique de Pino Suárez sobre la riviera del río Usumacinta, pasando por el poblado de Mactun donde existió una de las estaciones más importantes del ferrocarril del Sureste, siguiendo su curso hacia la ciudad de Balancán.

## Turismo

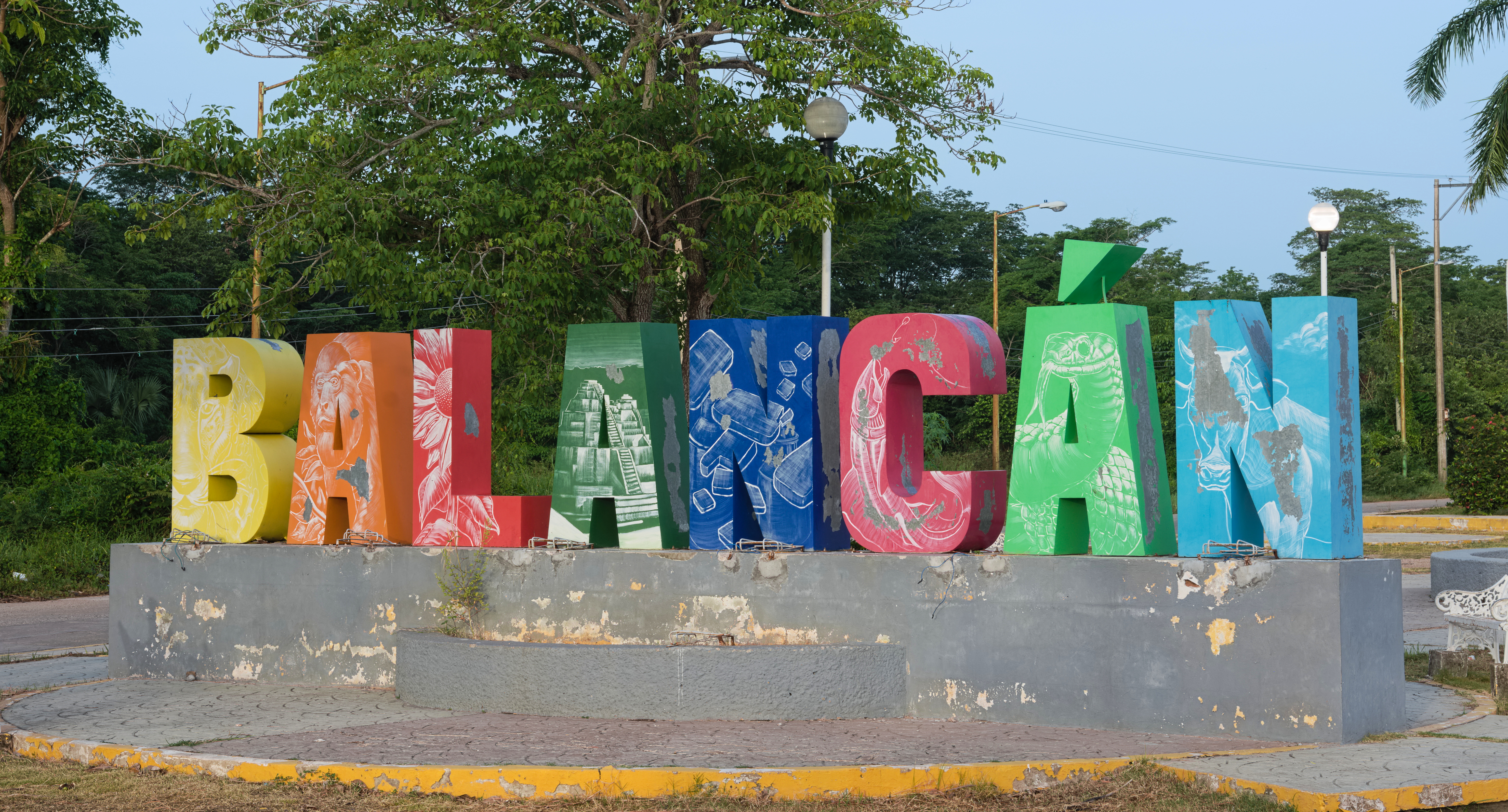
Letras monumentales de Balancán.

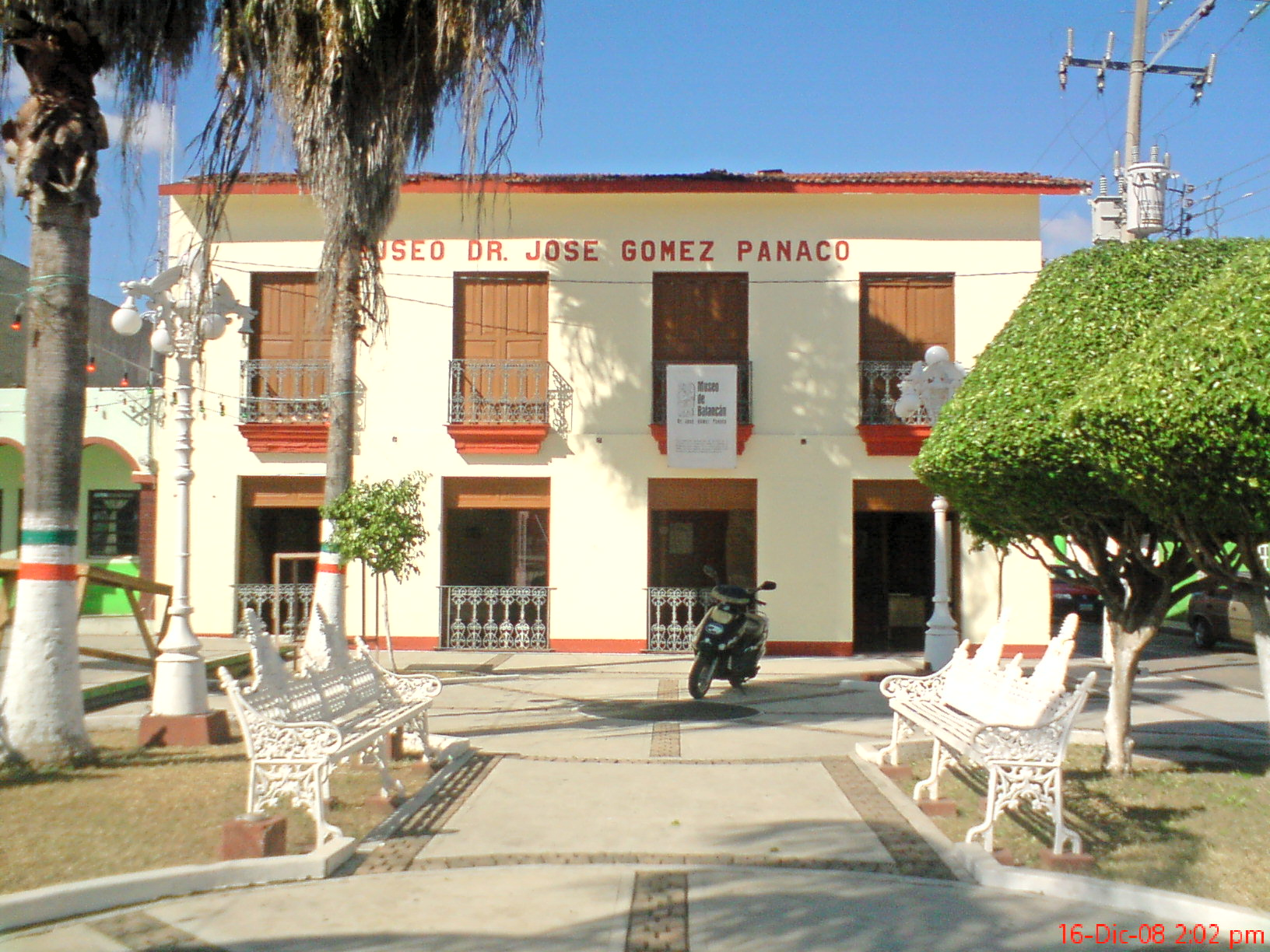
Museo Arqueológico "José Gómez Panaco" en la ciudad de Balancán.

### Museo Arqueológico "José Gómez Panaco"
El Museo José Gómez Panaco se encuentra ubicado en la ciudad de Balancán y cuenta con 3 salas en dos niveles; en la planta baja se exhiben estelas, altares y monolitos de la cultura maya del período clásico, procedentes de Moral Reforma y Santa Elena; vitrinas con muestras de cerámica y figurillas antropomorfas, olmecas y mayas encontradas en diversos sitios arqueológicos del municipio y donadas por el Dr. José Gómez Panaco, con la finalidad de conservar el aservo histórico del municipio.
En otra sala se exhiben retratos del poeta Carlos Pellicer Cámara considerado el principal promotor de las culturas precolombinas de América, así como fotografías antiguas de famosas embarcaciones fluviales que recorrían los ríos a principios del siglo XX, como el barco de vapor “El Carmen”; en la segunda planta se pueden apreciar una serie de mapas, dibujos y fotografías que muestran diversos aspectos de la cultura maya.

### Iglesia de San Marcos

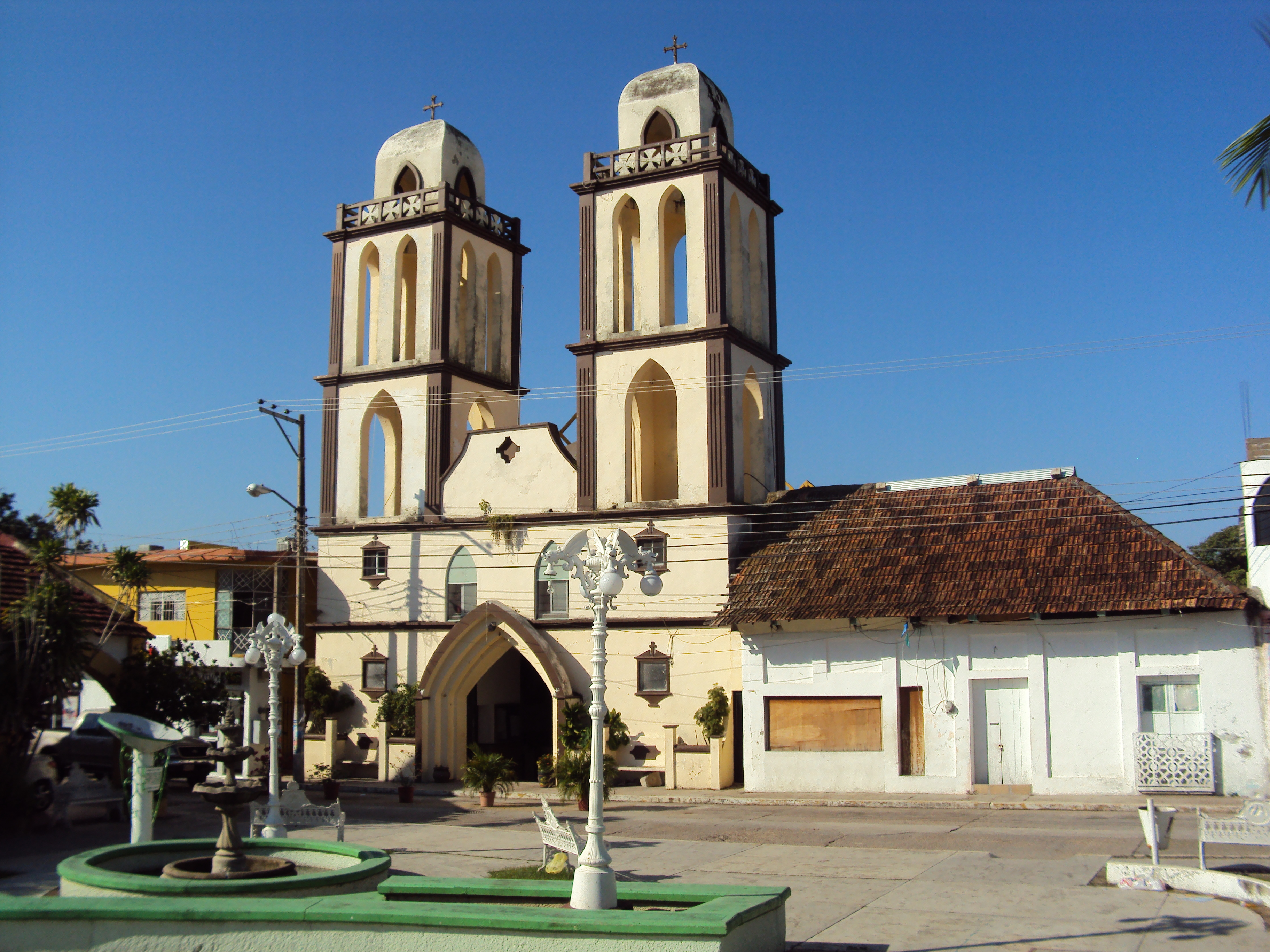
Iglesia de San Marcos en la ciudad de Balancán de Domínguez

Iglesia patronal de municipio, en honor a San Marcos Evangelista, considerado tradicionalmente el autor del Evangelio de Marcos.
Presenta portada de dos cuerpos y remate. En el primero, el acceso muestra arco apuntado; en el segundo se aprecian dos vitrales con arcos ojivales; el remate lo constituye un sencillo murete alabeado, franqueado por dos campanarios erigidos sobre la fachada. Estos últimos son de dos cuerpos y gran altura, ostentan arcos ojivales en sus costados, y en el segundo cuerpo, pares de arcos similares.
El interior es de una sola nave con puerta lateral; los muros de cada lado lucen vitrales y nichos con arcos apuntados. Se ubica frente al parque central, en el centro de la ciudad.

### Malecón El Popalillo
También en la ciudad, se localiza el malecón en el lago "El Popalillo" en donde se puede disfrutar de la brisa admirando el paisaje.
En las cercanías de la cabecera municipal, se localiza el balneario Cascadas de Reforma, así como diversas zonas arqueológicas, como la recién abierta al público, Zona Arqueológica de Moral con su pirámide de 27 metros de altura, la zona arqueológica de Reforma y la de Santa Elena.

## Educación

### Escuelas nivel medio superior
- Centro de Bachillerato Tecnológico Agropecuario n.° 82 (CBTA 82).
- Colegio de Bachilleres de Tabasco Plantel n.° 36 (COBATAB 36).

### Escuelas de nivel superior
- Escuela Normal Urbana (E.N.U).
- Instituto Tecnológico Superior de los Ríos (I.T.S.R).